# サヨナラゲーム

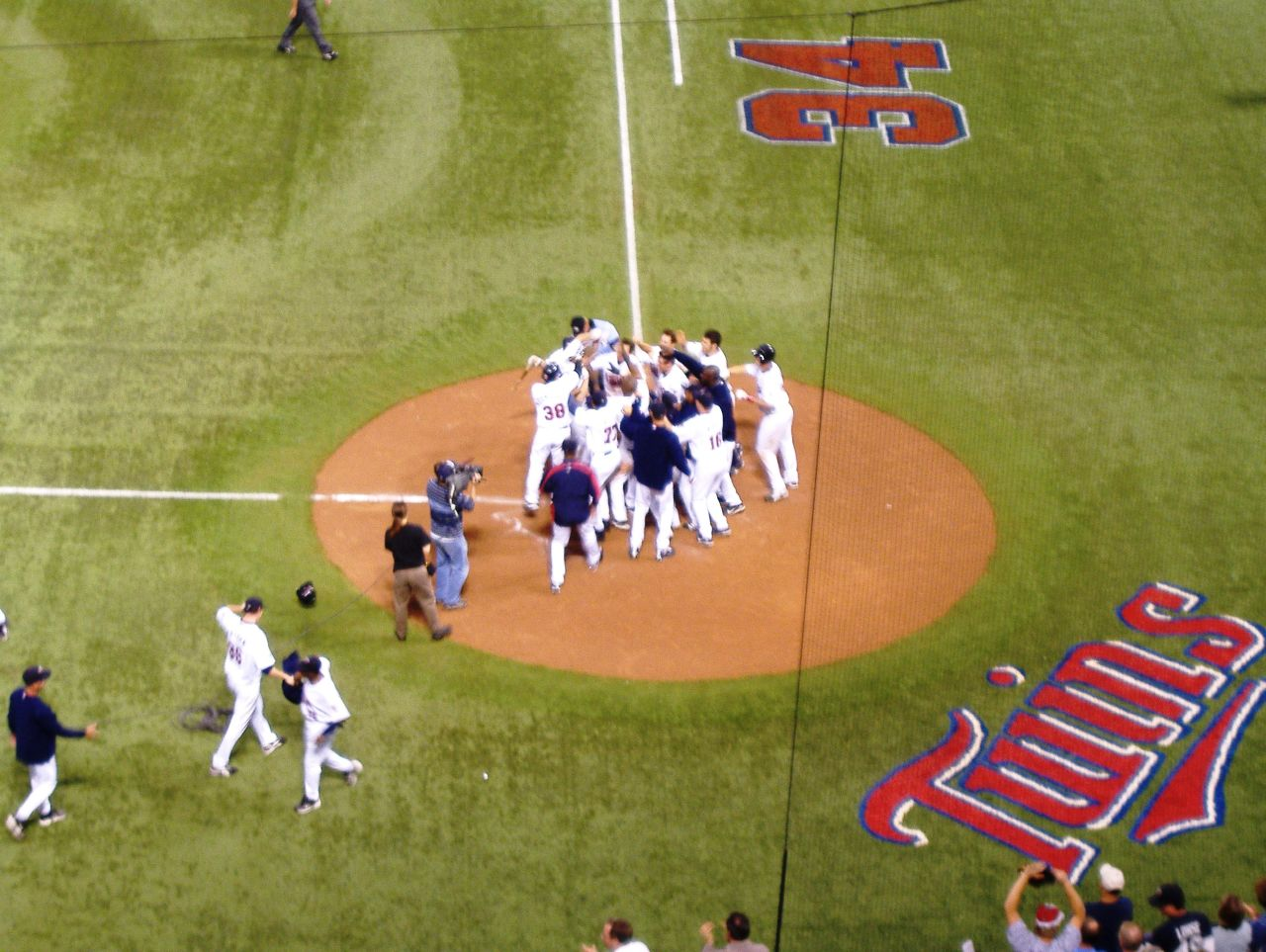
サヨナラ勝ちを喜ぶ選手たち
（ミネソタ・ツインズ。2006年6月9日、ホームゲームの対ボルチモア・オリオールズ戦にて）

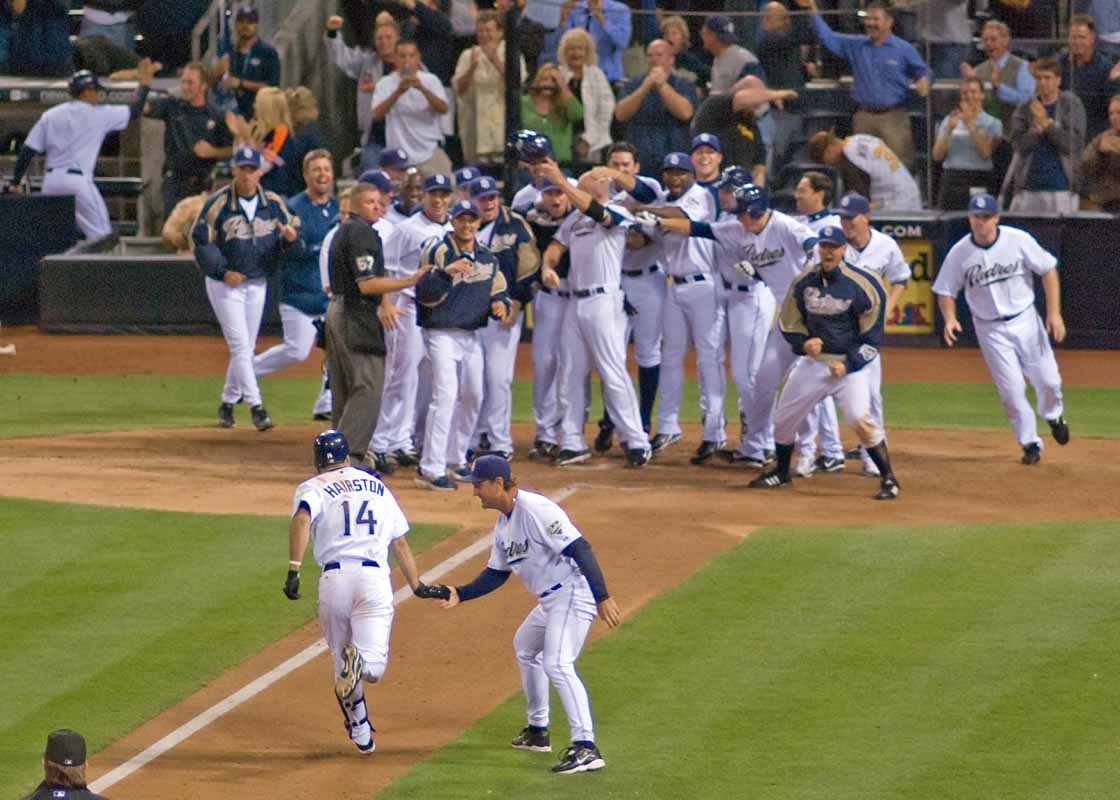
サヨナラ3ラン本塁打を放ち、生還途上のスコット・ヘアストン。2007年9月19日

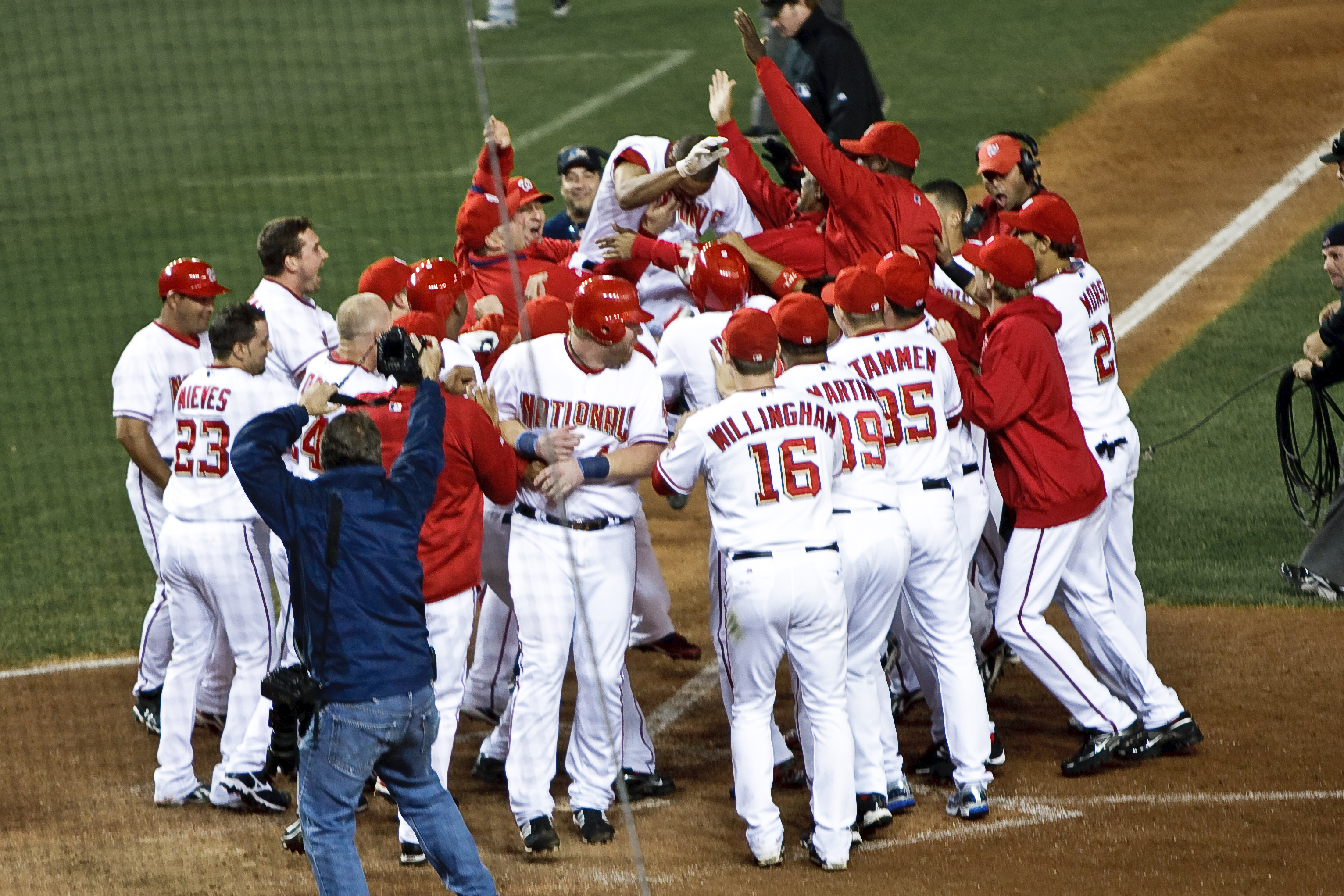
サヨナラ満塁本塁打を打って祝福の集中砲火を浴びるジャスティン・マックスウェル。2009年9月30日

サヨナラゲーム（英: walk-off、ウォーク・オフ）とは、野球およびソフトボールで「後攻チームが、最終回または延長回の攻撃において、決勝点を上げると同時に終了する試合」を意味する。勝利チームの攻撃で試合が終わることから、「さようなら」を略して「サヨナラ」と呼ばれる。

## 概説
野球やソフトボールでは攻守交替が明確になされており、両チームの攻撃機会が同数となるのが原則である。ただし、最終回の表が終了した時点で後攻チームが勝ち越している場合にはその勝利が決しており、もはや、その裏の攻撃機会を与える必要がない。ゆえに最終回の裏の攻撃は、最終回の表が終了した時点で、同点もしくは先攻チームが勝ち越している場合にのみ行われる。また延長回においては、各回の表が終了した時点で後攻チームが勝ち越していることはありえず、攻撃回数の公平を図るため裏の攻撃は当然に行われる。
こうして行われる最終回または延長回の裏の攻撃において、後攻チームが勝ち越し点を奪えば、先攻チームに新たな得点機会がない以上、その時点でゲーム（試合）の勝敗が決するが、これをサヨナラゲームという。したがって、サヨナラゲームは必ず後攻チームの勝利になる。
このように、最終回または延長回の裏に後攻チームが勝ち越し得点を挙げたその時点で、回が完了していなくても試合終了となる。仮にフェンス越えの本塁打を放ち、打者が本塁に生還したとしても、守備側にアピールプレイの権利があり決勝点が無効となる可能性がある場合には、試合終了はアピールプレイの権利喪失後（守備側がフェアフィールドから出た後）になされる必要がある。さらには、アピールプレイの権利がある場合にのみ試合終了の宣告を遅らせるとすれば、守備側にアピールプレイの存在を示唆することになり、公平を欠く。したがって、アピールプレイの権利の存否に関わらず、球審は走者の本塁生還後に得点を宣告するのみであり、試合終了の宣告は守備側が引き上げた後となる。
サヨナラゲームの勝利投手は必ず、サヨナラ成立の回の表にスリーアウト目を取った後攻チームの投手となる。よって、サヨナラゲームでは、どの投手にもセーブはつかない（セーブの条件を参照のこと）。
単に試合の勝敗という点では攻撃（後攻）側に利することが多いが、短期の総当たりリーグ戦などで得失点が順位形成に影響する場合には、かえって不利になる場合がある。例えば、リーグ戦のステージ最終戦で大量得点差での勝利を必要とする場合、後攻チームの場合は最終回の前のイニングまでにその条件を満たさなければならないからである（最終回以降に後攻チームが勝利する場合はサヨナラゲームしかなくなるので、4点差 以内でしか勝利できない）。これに対して、先攻チームは取れる得点に制限はない。
スコアのランニング表示では、最終回裏の得点表記の後ろに「x」印を付ける。また、チームの総得点で勝利チームの得点の横に「x」印をつけることもある（例：1x - 0）。元々この「x」印は、最終回の表終了時に後攻チームがリードしておりその裏を行わない場合、最終回裏のスコアボードに付ける（ことが多い）印であり、「裏の攻撃が行われていないが、試合が終了した」ことを意味する。サヨナラゲームの場合に得点表記の後ろに「x」印をつけるのは、ここから派生し、「裏の攻撃が途中のうち（第3アウトが成立する前）に試合が終了した」ことを意味すると考えて差し支えない（コールドゲームの場合でも、そのイニングで第3アウト成立前に打ち切られた場合はそれが付けられている）。
なお、コールドゲームの場合には、最終回で後攻チームが決勝点を奪ってもサヨナラゲームとの呼び方はしない場合が多い。また、点差コールドが設定されていて、当該回裏の攻撃中にその適用要件を満たした場合（例えば、5回10点差コールドとなる試合の5回裏攻撃中に10点差開いた場合）の試合打ち切りについても同様の方式を準用することが多いが、これもサヨナラゲームとは呼ばない場合が多い。ただしスコア上はサヨナラゲーム同様に「x」印が付く。プロ野球では、クライマックスシリーズにおいて引き分け以上が確定した時点でのコールドが存在するため、同点に追いついた時点で実質的にサヨナラ勝ちのような形で試合終了となる場合がある（詳細後述）。
サヨナラゲームの決勝点を挙げたプレーにも、しばしば「サヨナラ」が冠せられる。例えば「サヨナラヒット」「サヨナラホームラン（本塁打）」のように用いられる。「サヨナラ暴投」「サヨナラ押し出し死球（四球）」「サヨナラボーク」「サヨナラエラー」というように、守備側のミスによってサヨナラゲームとなる場合もある。
無死または1死三塁で内野ゴロ（バントを含む）を打ち、その間に三塁走者が生還した場合、通常は打点は記録されるが安打は記録されない。しかし、守備側が本塁に送球したが間に合わずサヨナラゲームとなった場合、日本では、明文はないが慣例として、守備側は本塁に送球して三塁走者をアウトにする以外の選択肢がないとして、野手選択ではなく、安打と記録される。このとき、仮に三塁走者の生還前に打者走者をアウトに取っていたとしても記録されず、投手の投球回にも含まれない（実例として、2005年8月30日の福岡ソフトバンクホークス対千葉ロッテマリーンズ）。また、勘違いで内野手が一塁に送球した場合にも安打が記録される。ただし、ランダウンプレーなどを経由した場合は別である。これに対して、メジャーリーグでは、同様のケースも通常通り野手選択として記録される。
- 最終打者が振り逃げとなる場合にも同様の処理がなされることがある。二死三塁の場面で、第3ストライクを捕手が正規捕球できず、その間に三塁走者が生還しサヨナラゲームが成立した場合、三振と暴投（または捕逸）が記録されるが、打者は一塁に到達していなくてもアウトは記録されない[注 4]。
- 日本ではいわゆる「サヨナラ内野ゴロ（又は犠打）」が記録される場面はあまりないが、例えば1死一三塁で併殺崩れの間に三塁走者が生還した場合やスクイズプレイを試みて一塁送球の間に三塁走者に続いて二塁走者が生還（2ランスクイズ）した場合については、2アウト目が記録されて「サヨナラ内野ゴロ（又は犠打）」となる。

本塁打以外の安打の場合の塁打数は、勝ち越し点を記録した走者（最終得点者）が進んだ塁の数を上限に打者が実際に到達した塁までの塁打が記録される（最終得点者の生還後でもよい）。例えば、同点で一塁の場面で外野を越える打球を放ち、一塁走者が生還した場合、打者走者は三塁まで行けば三塁打と記録されるが二塁までしか進んでいなければ二塁打、一塁であれば単打となる。
英語では、打たれた投手が歩いて引き揚げる様から、"walk-off"が使われる。「サヨナラ勝ち」はwalk-off win、「サヨナラ負け」はwalk-off loseである。
「サヨナラヒット／本塁打」に相当する語はwalk-off hit/home runなどと言う。
アメリカ合衆国・メジャーリーグベースボールの実況では、日本人選手が本塁打を打った際に、「Sayonara baseball!」と叫ぶことがあるが、スタンドに入る打球を見送るという意味で「Good-bye baseball」（「入った! ホームラン!」というニュアンスに近い）という表現があり、それを日本語に直訳したものである。試合展開に関係無く使われ、サヨナラゲームの意味合いを含まないことがほとんどである。
リードを守り抜いて勝利するのが普通である競技で唯一、攻撃で試合を締められるパターンなので、最も劇的な幕切れとなる。それ故、試合終了の瞬間、勝った側のチームは全員がダグアウトから飛び出し、決勝打点を挙げた仲間を手荒く祝福する。特に、本塁打だった場合には、ホームプレートを囲むように待ち構えられ、生還の瞬間に集中砲火を浴びることになる。日本のプロ野球の試合では、サヨナラ打を決めた選手に対しチームメイトが、以前は袋叩き（ヘルメット越しに頭を叩く）をするのが恒例であったが、現在はペットボトルに入ったボトルウォーター（スポーツドリンクやお茶の場合もある）をシャワーのように浴びせるのが恒例となっている。メジャーリーグではスポーツドリンクやシャンプーをかけて祝福される。

## サヨナラゲームにまつわる逸話
通常の試合は、敗戦チームの攻撃終了で試合終了となるが、サヨナラゲームでは勝利チームの得点で「サヨナラ」となるため、劇的な印象を与える。そのため、サヨナラゲームに関しては、様々な逸話が残されている。

### 日本プロ野球

#### 本塁打で始まり、本塁打で終わった試合
1938年10月24日、後楽園球場での東京セネタース対ライオン軍戦において、初回ライオン先頭打者坪内道則が東京セネタース先発金子裕から初球本塁打を放つ。試合はその裏東京セネターズが1点を返し、そのまま同点で迎えた延長10回裏、東京セネタースの代打浅岡三郎がライオン菊矢吉男からサヨナラ本塁打を放ち4x - 1で東京セネタースが勝利する。先頭打者初球本塁打で始まり、サヨナラ本塁打で終わった最初の事例となった。

#### 川崎徳次にまつわるサヨナラ記録
川崎徳次は宇佐美徹也の「プロ野球記録大鑑」でも珍記録に度々縁がある選手として紹介されており、サヨナラゲームにおいても勝った方と負けた方で記録を作っている。
1942年10月24日の阪神軍対南海軍戦において、1 - 1で迎えた11回裏満塁の場面で、川崎が三輪裕章に投じた4球目の際、三塁走者の御園生崇男が本盗を決めて、サヨナラ勝利しているが、投手によるサヨナラ本盗は日本プロ野球史上初となった。
巨人に移籍しての1948年5月29日、中日ドラゴンズ対読売ジャイアンツ戦において12 - 11で巨人リードの9回裏、無死一塁の場面で巨人はリリーフに川崎を送るが、その初球を中日の杉山悟が2点本塁打を放ち、サヨナラ勝ち。川崎はこの試合の敗戦投手となり、日本プロ野球史上初となる「1球で敗戦」を記録している。
西鉄に移籍しての、1950年8月26日の西鉄クリッパース対大映スターズでは林義一との投げ合いとなり、同点で迎えた9回裏1死から川崎が二塁打で出塁し、内野ゴロの間に三塁まで進み二死三塁とすると、宮崎要への林の初球の際に本盗でサヨナラ勝利。日本プロ野球史上2度目の投手によるサヨナラ本盗を決めており、8年前とは逆となった。なお、同年11月20日の対近鉄パールス戦の11回表に三塁走者の川崎は本盗を試みるが失敗し、同イニングの裏に近鉄の坂本埴留にプロ入り第1号が満塁本塁打の日本プロ野球史上最高齢となるサヨナラ満塁本塁打を打たれ、敗戦投手になっている。

#### 逆転サヨナラ満塁本塁打で賞金13,200円
1954年4月27日、この日まで11連敗の洋松ロビンスは西京極球場で対巨人戦を行うが、6回まで4点リードしていたものの、7・8回に4点ずつ取られて、4点差で迎えた9回裏二死走者無しから松岡一郎の当たりも遊撃手へのゴロで12連敗かと思われたが、これを広岡達朗が悪送球したことから事態が一転。広岡の再度の失策で1点が入った後、さらに攻め立て満塁として、青田昇が笠原正行からセンターへ逆転サヨナラ満塁本塁打を放ち、洋松が連敗を止める奇跡的なサヨナラ勝利をおさめる。
サヨナラ打の青田は日本プロ野球初となる、2度目のサヨナラ満塁本塁打を記録。またこの一打で、当時劇団「新日劇」が30周年記念行事でつけていた1万円の賞金と、雑誌「ホームラン」による賞金3,000円に、ホームラン賞の200円を合わせて13,200円の賞金を手にしている。青田の話ではこの時のサラリーは7,500円で、それを上回る賞金を一打で獲得したことで話題となった。

#### 天覧試合のサヨナラ本塁打
1959年6月25日に行われた巨人対阪神戦（後楽園球場）は、日本プロ野球史上唯一の天覧試合である。9回裏、巨人の長嶋茂雄が阪神の村山実から左翼ポール際に入るサヨナラ本塁打を放った。村山は生涯あれはファウルだったと言い続けたが当時三塁守備に就いていた三宅秀史もアピールはしなかった。スコアは5x - 4。

#### ダブルヘッダーで2試合ともサヨナラ負けで敗戦投手
1961年、近鉄バファローズのルーキー徳久利明が4月23日の対阪急ブレーブス戦ダブルヘッダーにおいて、第1試合9回1死一塁の場面で初球を中田昌宏に左越2ラン本塁打を打たれて3x - 2で敗戦投手となっている。続く第2試合においても、5 - 5で迎えた延長11回裏にリリーフで登板、前試合でサヨナラ本塁打を打たれた中田に三塁打を打たれ、続く代打岡島博治の場面で徳久の投じた球を捕手が捕逸し、徳久も2試合続けてサヨナラ負けで敗戦投手となっている。
この年徳久は15勝を挙げ新人王になっているが、リーグ最多の24敗も喫している。この中には3度のサヨナラ勝ちがあるが、8度に渡るサヨナラ負けもあり、うち5度のサヨナラ本塁打による敗戦は前年までの2度を更新する日本プロ野球記録となった。

#### 自らのサヨナラ本塁打でノーヒットノーラン達成
1973年8月30日に行われた阪神対中日戦（阪神甲子園球場）で、阪神の江夏豊は中日の松本幸行と11回まで投げ合い、11回裏に松本から右翼ラッキーゾーンにサヨナラ本塁打を自ら放つという劇的な形で、日本プロ野球史上初の延長戦ノーヒットノーランを達成した。

#### 16年目の初登板で1球サヨナラゲーム
1978年、クラウンライターライオンズに在籍していた長谷川一夫はこの年16年目の現役生活で、前年までに689試合を野手として出場していたが、7月11日の対日本ハムファイターズ戦、同点で迎えた9回二死一三塁の場面で急遽登板、これがプロ入り初登板となったが、ジーン・ロックレアへの初球を中前安打され、サヨナラ負けとなった。

#### 敬遠球をサヨナラ暴投
1952年8月9日の巨人対国鉄スワローズ戦（札幌市円山球場）で、同点で迎えた延長13回裏に巨人は一死一三塁のチャンスを迎え、代打に藤本英雄を送った。国鉄ベンチはマウンドの金田正一に敬遠を指示したが、金田が速い球を投げたため捕手が取ることができず、三塁走者が生還して国鉄は5x - 4でサヨナラ負けとなった。
それから30年後の1982年4月3日の横浜大洋ホエールズ対阪神戦（横浜スタジアム）で、8回まで大洋打線を0点に抑えていた阪神の小林繁は9回裏、2 - 2の同点にされた直後に大洋・高木由一を敬遠する満塁策を取り、次の打者で勝負しようとした。ところが小林は高木への3球目を暴投してしまったため、その間に三塁走者の生還を許し、阪神はサヨナラ負け（3x - 2）を喫し、2例目となった。

#### サヨナラ本盗
1986年10月4日のヤクルト対大洋戦(明治神宮野球場)で、1 - 1で迎えた9回裏にヤクルトは二死一三塁のチャンスを迎え、一塁代走に柳田浩一を送った。柳田が二盗を企図しスタートを切ったところ、大洋の市川和正捕手の二塁への送球が柳田の尻に直撃。ボールが転がった隙をついて三塁走者の渋井敬一が生還しヤクルトは2x - 1でサヨナラ勝ち。このプレーが渋井による本盗として記録された。

#### サヨナラインフィールドフライ事件
1991年6月5日、横浜大洋ホエールズ対広島東洋カープ戦での出来事。また、ほぼ同一の出来事が2015年5月4日の広島東洋カープ対読売ジャイアンツ戦でも起こった。

#### サヨナラ本塁打を打った選手に代走
1991年6月18日の中日対大洋戦（ナゴヤ球場）で中日・彦野利勝が大洋・盛田幸妃からサヨナラ本塁打を放ったが、一塁付近で右膝靭帯を負傷し、走塁を続けられなくなった。彦野はそのまま退場したため、山口幸司が代走として起用され、生還した。本塁打を打った打者に代走が出されたのはこれが2例目だが、それがサヨナラ本塁打であったのは日本プロ野球史上唯一の例（2024年シーズン終了時点）である。

#### 敬遠球をサヨナラ安打
- 1990年6月2日の巨人対広島戦（東京ドーム）で、巨人のウォーレン・クロマティが9回裏に金石昭人の敬遠球を打ち、右翼手の頭を越すサヨナラ安打にした。
- 1999年6月12日の阪神対巨人戦（阪神甲子園球場）で、阪神の新庄剛志が巨人の槙原寛己の敬遠球を打ち、三遊間を抜くサヨナラ安打にした[14]。

#### 9回裏に6点差をひっくり返す
1993年6月5日の藤井寺球場における近鉄バファローズ対福岡ダイエーホークス戦で、9回表終了時に2 - 8と6点差を付けられた近鉄だったが、9回裏に猛攻、7点を奪い逆転サヨナラ勝ちした。この9回裏に6点差を逆転したのは、現時点で日本プロ野球史上最大得点差の逆転サヨナラである。ダイエーは16安打で8得点したが残塁も9と多く、これが響いた。決勝点は大野久の三塁への返球が悪送球になった失策によるものである。
- 二軍戦においては、9回裏に7点差をひっくり返した事例がある。2023年5月16日のCAR3219フィールドにおけるイースタン・リーグ・埼玉西武ライオンズ対東京ヤクルトスワローズにおいて、0 - 7で迎えた9回裏に西武が7点差を追いつき、最後は1死1、2塁からマーク・ペイトンが3点本塁打を放って10x - 7でサヨナラ勝利した[15][16]。

#### サヨナラ満塁本塁打転じてサヨナラ適時打
2004年9月20日、北海道日本ハムファイターズ対福岡ダイエーホークス戦（札幌ドーム）の9回裏、日本ハムが3点を入れて12 - 12の同点とし、なお2死満塁で日本ハムのSHINJO（新庄剛志）の放った打球は、左翼席に飛びこんだ。
この場面で一塁走者だった田中幸雄は歓喜のあまり新庄を二塁ベース付近で迎え、新庄と抱き合ってその場で一回転した。だが、これによって新庄は前位の走者（田中幸）を追い越したことになり、新庄にアウトが宣告され本塁打は取り消された。新庄は一塁に到達していたため記録上は安打となり、新庄のアウトより先に三塁走者・奈良原浩が生還していたのでサヨナラ勝ちは成立したが、新庄のアウトは第3アウトであるため、奈良原がこのアウトよりも前に本塁に到達していなければ、日本ハムのサヨナラ勝ちは成立しないところであった。スコアは13x - 12。

#### 球団最後のホームゲームでのサヨナラ勝利
2004年シーズン限りでオリックス・ブルーウェーブとの球団合併が決まっていた大阪近鉄バファローズは、9月24日の西武ライオンズと本拠地大阪ドームにおいての最終試合となった。試合は同点で迎えた延長11回裏一死二塁の場面で星野おさむが森慎二からライト前に適時打を放ち、近鉄球団最後の本拠地主催試合でサヨナラ勝ちをおさめている。9月27日に行われた、球団最終試合の対オリックス戦では負けているので、球団として最後の公式戦勝利ともなった。

#### サヨナラ打撃妨害
2006年9月7日、横浜ベイスターズ対広島戦（下関球場）。5 - 5の同点のまま迎えた10回裏二死満塁で、横浜の佐伯貴弘は広島の永川勝浩が投じた4球目を打ったが、ファウルボールになった。このとき広島の捕手の石原慶幸のミットに佐伯のバットが当たっており、打撃妨害が認められて佐伯に一塁が与えられた。押し出された三塁走者が生還し横浜のサヨナラ勝ちとなった。

#### プロ初打席でサヨナラ本塁打
2008年6月6日の巨人対ロッテ戦（東京ドーム）。巨人の加治前竜一は試合の途中から守備で出場しており、3 - 3の同点で迎えた延長10回裏一死の場面にプロ初打席が回ってきた。ロッテの投手・川崎雄介が投じた3球目を打った加治前の打球は、右翼席へ飛び込むサヨナラ本塁打となった。プロ初打席で本塁打を放ったのは加治前で47人目だが、それがサヨナラ本塁打だったのは日本プロ野球史上初。

#### コリジョンルール適用でサヨナラ
2016年6月14日の広島対西武戦（マツダスタジアム）では、赤松真人の中前打で本塁を狙った広島・菊池涼介と西武の捕手上本達之のクロスプレーが、この年導入されたコリジョンルールの適用で判定が覆され（アウトではなくセーフ）、赤松のサヨナラ適時打となる。

#### クリーンナップ3者連続本塁打によるサヨナラ勝利、およびこれに始まる3夜連続サヨナラゲーム
2017年8月22日、DeNA対広島（横浜スタジアム）の3連戦の初戦であった。DeNAは3点ビハインドで迎えた9回裏、3番・筒香嘉智が2点本塁打を放ち、続く4番・ロペスがソロ本塁打で同点とする。そして5番・宮﨑敏郎が打った打球もスタンドに入り、日本プロ野球史上初の「3者連続本塁打によるサヨナラ勝利」を達成した。DeNAはこの試合の翌日（8月23日）と翌々日（8月24日）も、それぞれ梶谷隆幸、倉本寿彦の適時打でサヨナラ勝ちしており、球団としては1960年（大洋ホエールズ時代）以来の3試合連続のサヨナラ勝利を果たし、また同一カード3試合全てにおいてサヨナラゲームを演じることとなった。

#### 同じ日に複数試合でサヨナラ本塁打
- 1967年9月10日の阪神対巨人戦で阪神の藤井栄治、中日対大洋戦で中日の高木守道、広島対サンケイ戦で広島の鎌田豊がサヨナラ本塁打を放った。史上初めて3カードが同日にサヨナラゲーム、しかも本塁打で決着した。
- 2019年9月4日のロッテ対日本ハム戦でロッテの田村龍弘、ヤクルト対広島戦でヤクルトの山田哲人、DeNA対阪神戦でDeNAの筒香嘉智がサヨナラ本塁打を放った。52年ぶりに3カードが同日にサヨナラゲーム、しかも本塁打で決着した。
- 2020年7月10日のソフトバンク対楽天戦でソフトバンクの柳田悠岐、オリックス対日本ハム戦でオリックスのアデルリン・ロドリゲス、中日対広島戦で中日のダヤン・ビシエドがサヨナラ本塁打を放った。2年連続で3カードが同日にサヨナラゲーム、しかも本塁打で決着した。

#### 本拠地でサヨナラ負け
野球のルール上、後攻となる本拠地でのサヨナラ負けは通常は起こり得ないが、両球団間で合意すれば特別ルールを用いることもできる練習試合などでは、先攻と後攻を入れ替えることもまれにあり、実際に2020年6月5日に横浜スタジアムで行われたDeNA対楽天の練習試合では、楽天側のリクエストにより楽天が後攻となった。DeNAは9回裏一死一二塁から内田靖人にサヨナラ安打を打たれ、本拠地でサヨナラ負けを喫した。
DeNAは逆に、東京オリンピックにより本拠地の横浜スタジアムが使用できなかった時期の2021年8月8日に京セラドーム大阪で行われたオリックスとのエキシビションマッチにおいてDeNA側のリクエストでDeNAが後攻となった。この試合は9回裏二死二塁で楠本泰史が張奕からサヨナラの適時内野安打を放ち、オリックスが京セラドーム大阪でサヨナラ負けを喫した。
オリックスはこれ以外にも、例年オープン戦にて阪神との京セラドームでの3連戦のうち1試合を阪神主催（=阪神が後攻）で行うため、毎年京セラドームでのサヨナラ負けが発生する可能性がある。

#### 史上初2者生還逆転サヨナラ暴投
2020年10月29日のソフトバンク対ロッテ戦で9回裏ロッテが3 - 2で1点リード、ソフトバンクが1死二三塁。投手の益田直也の暴投で捕手の田村龍弘がボールを追う間に柳田悠岐、釜元豪の生還を許して3 - 4xで逆転サヨナラ負け。1951年6月3日に国鉄の金田正一が巨人戦の延長11回に2者連続暴投で逆転サヨナラ負けを喫した例があるが、後逸で一気に2人が生還しての逆転サヨナラ負けは史上初。

#### クライマックスシリーズでのサヨナラ勝ち
クライマックスシリーズ及び類似の制度であるパリーグプレーオフでは、セリーグで2010・12・15・19・23年、パリーグでは2004-06・09・11・14・15・21-24年にサヨナラ試合が記録されている。このうち、サヨナラでの日本シリーズ進出決定は2010年のセリーグ、2006・11・22年のパリーグの4例、サヨナラでの1stステージ突破決定は2004・2023年のパリーグの2例ある。
なお、クライマックスシリーズは両チームの勝敗が同じ場合はレギュラーシーズン上位チーム（=ホームチーム）がステージ突破となるため、「該当の試合を『引き分け以上』でステージ突破」となる状況が発生する場合があり、セ・リーグは2013年、パ・リーグは2015年以降はそうした場合は以後の攻撃で勝ち越し点を奪って勝利する可能性があっても引き分け以上が確定した時点でコールドとして試合を終了する。例えば該当の試合において、延長最終回の表を終えた時点で上位チームがリードされていた場合、裏の攻撃で同点に追いつけばその時点でコールドで試合終了・ステージ突破となる。この「同点に追いついてコールド」の事例は、現時点では2021年のパリーグのファイナルステージのみであり、マスコミなどでは「同点サヨナラ」「サヨナラ引き分け」と報じられた。
また、9回表終了時の4 - 8から、ターメル・スレッジの逆転サヨナラ満塁本塁打などで日本ハムが楽天を9 - 8と逆転した2009年のパリーグ第2ステージ（現在のファイナルステージ）第1戦は、最終回に4点差を逆転したポストシーズン初の事例となっている。

#### サヨナラ日本一
日本シリーズにおいて、サヨナラゲームでの日本一決定は以下の4例が存在する。ただし、サヨナラ本塁打での日本一決定は一度もない（2022年シーズン終了時点。ちなみにメジャーリーグでのワールドシリーズでは、1960年のビル・マゼロスキー（当時ピッツバーグ・パイレーツ）と、1993年のジョー・カーター（当時トロント・ブルージェイズ）が記録している）。
- 1950年・毎日オリオンズ（対松竹ロビンス）・第6戦（大阪球場） - 延長11回裏、伊藤庄七の三塁ゴロを松竹・真田重蔵が失策してサヨナラ勝ち（スコアは8x -7）。失策によるサヨナラ勝ちでの日本一決定はこれが唯一[22]。
- 1965年・読売ジャイアンツ（対南海ホークス）・第5戦（後楽園球場） - 9回裏、土井正三が杉浦忠から左前適時打でサヨナラ勝ち（スコアは3x -2）。
- 1988年・西武ライオンズ（対中日ドラゴンズ）・第5戦（西武ライオンズ球場） - 延長11回裏、伊東勤が郭源治からライトオーバーの適時打でサヨナラ勝ち（スコアは7x -6）。
- 2017年・福岡ソフトバンクホークス（対横浜DeNAベイスターズ）・第6戦（福岡ヤフオク!ドーム） - 延長11回裏、川島慶三が三上朋也から右前適時打でサヨナラ勝ち（スコアは4x -3）。

### 日本プロ野球における代打逆転サヨナラ満塁本塁打
日本プロ野球における代打逆転サヨナラ満塁本塁打は下表の8例が存在する（2020年シーズン終了時点）。
| 回 | 達成日         | 打者       | チーム     | 対戦 相手  | 球場   | 投手       | スコア  | 備考                                  |
| -- | -------------- | ---------- | ---------- | ---------- | ------ | ---------- | ------- | ------------------------------------- |
| 1  | 1956年3月25日  | 樋笠一夫   | 巨人       | 中日       | 後楽園 | 杉下茂     | 4x - 3  | 第1号、3点差。                        |
| 2  | 1956年6月24日  | 藤村富美男 | 大阪       | 広島       | 甲子園 | 長谷川良平 | 4x - 1  | 藤村は当時監督兼任。                  |
| 3  | 1971年5月20日  | 広野功     | 巨人       | ヤクルト   | 福井   | 会田照夫   | 7x - 5  | 自身2本目の逆転サヨナラ満塁本塁打     |
| 4  | 1984年6月11日  | 柳原隆弘   | 近鉄       | 南海       | 藤井寺 | 山内和宏   | 5x - 2  | 近鉄は2試合連続逆転サヨナラ満塁本塁打 |
| 5  | 1988年6月18日  | 藤田浩雅   | 阪急       | 南海       | 西宮   | 吉田豊彦   | 10x - 7 |                                       |
| 6  | 2001年9月26日  | 北川博敏   | 近鉄       | オリックス | 大阪D  | 大久保勝信 | 6x - 5  | リーグ優勝決定、3点差                 |
| 7  | 2001年9月30日  | 藤井康雄   | オリックス | ロッテ     | G神戸  | 小林雅英   | 7x - 6  | 2死、3点差                            |
| 8  | 2011年10月22日 | 長野久義   | 巨人       | 横浜       | 東京D  | 山口俊     | 5x - 2  | シーズン最終戦                        |

#### 代打逆転サヨナラ満塁本塁打の第1号
1956年3月25日、読売ジャイアンツ対中日ドラゴンズ戦（後楽園）ダブルヘッダー第2試合での出来事。

#### 監督自ら代打逆転サヨナラ満塁本塁打
1956年6月24日の阪神タイガース対広島カープ戦で、1 - 0で迎えた9回裏2死満塁、阪神の選手兼任監督だった藤村富美男が自ら「代打はこのワシや」と言って打席に立ち、代打逆転サヨナラ満塁本塁打を決めた。これは藤村の現役最後の本塁打でもある。

#### 2度の逆転サヨナラ満塁本塁打
1966年8月2日の中日ドラゴンズ対読売ジャイアンツ戦（中日球場）において、中日の5 - 3のビハインドで迎えた9回2死満塁の場面で、三番広野功が巨人堀内恒夫からセンタースコアボード下に飛び込む逆転サヨナラ満塁本塁打を放っている。広野はその後この時の対戦相手の巨人に移籍しているが、1971年5月20日の対ヤクルトアトムズ戦においても、日本プロ野球史上3人目の代打逆転サヨナラ満塁本塁打を記録している。

#### 2試合連続逆転サヨナラ満塁本塁打
1984年、近鉄バファローズは6月9日の対南海ホークス戦において加藤英司が逆転サヨナラ満塁本塁打を放ち勝利しているが、翌日の雨天中止を挟んで、続く6月11日の同カードにおいても、近鉄は2 - 1のビハインドで迎えた9回裏2死満塁の場面で、代打柳原隆弘が南海の山内和宏からパ・リーグ初となる代打逆転サヨナラ満塁本塁打を放ち、2試合続けて逆転サヨナラ満塁本塁打による勝利となった。

#### 1988年6月18日に起きた日本プロ野球史上5人目の2つのサヨナラ本塁打記録
1988年6月18日、阪急ブレーブスの藤田浩雅が対南海ホークス戦（西宮）において、9回裏無死満塁の場面で吉田豊彦から日本プロ野球史上5人目となる代打逆転サヨナラ満塁本塁打を記録。同日に行われたヤクルトスワローズ対広島東洋カープ戦において、ヤクルトのダグ・デシンセイが同月15日の対巨人戦に続き日本プロ野球史上5人目となる2試合連続サヨナラ本塁打を記録している。

#### 代打逆転サヨナラ満塁釣り銭なし優勝決定本塁打
2001年9月26日、大阪近鉄バファローズ対オリックスブルーウェーブ戦（大阪ドーム）での出来事。形容詞（修飾語）を含まず、最も長い肩書の付く本塁打としても有名。

#### 2死・3点差で代打逆転サヨナラ満塁本塁打
前述の北川の一打から4日後の2001年9月30日、オリックス対千葉ロッテマリーンズ戦（グリーンスタジアム神戸）でオリックスの藤井康雄が9回裏にロッテの小林雅英から放った本塁打は、「3点差」「2死」「代打」の3つを全て満たした逆転サヨナラ満塁本塁打であり、これは日本プロ野球史上唯一の記録（2020年シーズン終了現在）である。しかし、藤井の記録は、すでに優勝チーム決定後の消化試合であり、さらに同日は読売ジャイアンツの2001年本拠地最終戦であり長嶋茂雄の退任セレモニーと斎藤雅樹・槙原寛己・村田真一の引退セレモニーが大きく報道され、また、高橋尚子がベルリンマラソンで当時の世界最高記録を達成したこともあったため、藤井のこの一打はメディアでほとんど扱われなかった。
以下「3点差」「2死」「代打」のうち1つだけを満たしていない例
- 3点差でなかった例 - 広野功（1点差）、藤村富美男（1点差）、柳原隆弘（1点差）
- 2死でなかった例 - 樋笠一夫（1死）、北川博敏（無死）
- 代打本塁打でなかった例 - 青田昇、長崎啓二、緒方孝市

上記を2つ以上満たしていない例は多数。

### 高校野球

#### 優勝決定サヨナラ押し出し四球
1942年に開催された昭和十七年度全国男子中等学校体育大会野球部決勝戦、平安中対徳島商業において、7 - 6と平安中リードで迎えた延長11回裏、平安中の富樫淳は連投の疲れと肩痛で制球を乱し、二死一塁から4者連続四球で2点を与え、徳島商業が8x - 7でサヨナラ勝利を収め優勝を決めている。
ただしこの大会は戦時中に行われ全国高等学校野球選手権大会の公式記録として認められていない大会（幻の甲子園）で、公式に行われた高校野球全国大会ではまだ決勝戦でサヨナラ押し出し四死球による決着はない。

#### 優勝決定サヨナラ本塁打
1960年に開催された第32回選抜高等学校野球大会決勝戦、高松商対米子東において、1 - 1で迎えた9回裏、高松商の主将山口富士雄が米子東の宮本洋二郎から春夏通じて決勝戦では初となるサヨナラ本塁打を放ち、優勝を決めている。
1977年に開催された第59回全国高等学校野球選手権大会決勝戦、東洋大姫路対東邦高校で、これまた1-1で迎えた延長10回裏、東洋大姫路高校の主将安井浩二が東邦高校の坂本佳一から春夏史上2本目、夏の甲子園の決勝戦史上初で史上唯一（2020年現在）のサヨナラ本塁打を放ち、優勝を決めている。

#### サヨナラボーク
ボークによる進塁でサヨナラゲームとなる試合はいくつかの例があり、特にアマチュア野球において多くの事例がある。
1998年に開催された第80回全国高等学校野球選手権大会の2回戦、豊田大谷高校対宇部商業高校戦（8月16日）は、サヨナラボークで試合が決着した。延長15回裏、無死満塁からの4球目を投じようとした宇部商業高校の2年生エース・藤田修平（福岡大学を経て彦根製錬軟式野球部でスタッフ）は、捕手・上本達之（後に埼玉西武ライオンズ）からの意外なサインに驚き、無意識に投球動作を止めてしまう。これを見逃さなかった球審林はボークの判定を下し、豊田大谷高校の三塁走者が生還してサヨナラ勝ち。スコアは3x - 2。敗れた宇部商業の藤田はショックを隠し切れないまま、ボークの瞬間についてのインタビューには「何も覚えていません、分かりません……」と記者団に答えるのが精一杯であった。
2015年の第97回全国高等学校野球選手権大会地方大会では同じ7月14日に岩手大会と熊本大会でサヨナラボークで決着する試合があった。

#### 4季でサヨナラ5試合経験&春夏1年間でサヨナラゲーム三すくみ
1999年の第71回選抜高等学校野球大会1回戦で明徳義塾が滝川第二に延長10回6x - 5でサヨナラ勝ち。同年の第81回全国高等学校野球選手権大会で2回戦で長崎日大が明徳義塾に延長11回6x - 5でサヨナラ勝ち、続く3回戦で滝川第二が長崎日大に9回3x - 2でサヨナラ勝ちした。1999年の明徳義塾・長崎日大・滝川第二はサヨナラゲームで三すくみの勝敗になる珍しい結果になった（春夏の甲子園で三すくみは2018年の創成館・下関国際・創志学園でも記録）。
また明徳義塾は1998年の春は準々決勝でPL学園に2 - 3xでサヨナラ負け、夏は1回戦で桐生第一に6x - 5でサヨナラ勝ち、準決勝で横浜に6 -7x でサヨナラ負けしていたため、前年春から4季連続の甲子園出場で5試合のサヨナラゲームを経験し、4季のうち3度サヨナラ負けで敗退した。また長崎日大は春も駒大高に2 - 3xでサヨナラ負けし、1999年は春夏連続サヨナラ負けで敗退した。

#### 9回裏2死から9点差を逆転しサヨナラ
2002年7月20日の第84回全国高等学校野球選手権大分大会2回戦、緒方工業高校対中津北高校戦で、9回表に降雨が激しくなり中津北高校の投手の制球が乱れ、既に2点をリードしていた緒方工業高校は7点を追加してスコアを14 - 5とした。このまま終わるかと見られた9回裏、中津北高校は2死満塁から適時打で2点、5連続四球による押し出しで4点、遊撃手の失策で1点、そして3点適時打で計10点を奪い、9点差をひっくり返して14 - 15xで逆転サヨナラ勝利。“野球は9回2アウトからが勝負”の典型例である。

#### 3試合連続サヨナラゲーム
2003年の第75回選抜高等学校野球大会に出場した花咲徳栄は初戦となる2回戦で秀岳館に延長13回4x - 3でサヨナラ勝ちし、続く3回戦でダルビッシュ有を擁する東北に9回10x - 9で2試合連続サヨナラ勝ち。準々決勝の東洋大姫路戦は延長15回引き分け再試合にもつれこみ、再試合の延長10回裏、福本真史(現同校コーチ)投手の暴投により5 - 6xでサヨナラ負けした。花咲徳栄はこの大会延長15回引き分けを挟んで3試合連続でサヨナラゲームを経験した（また延長15回引き分けを含めて4試合で3度の延長戦も経験）。
また埼玉県勢は前年の2002年の第84回全国高等学校野球選手権大会で浦和学院が2回戦で川之江に5 - 6xでサヨナラ負けし、この第75回選抜高等学校野球大会に花咲徳栄とともに出場した浦和学院が3回戦で智辯和歌山に延長12回6 - 7xでサヨナラ負け、第85回全国高等学校野球選手権大会では聖望学園が準々決勝で江の川に1 -2x でサヨナラ負けし、県勢は3季連続で4校がサヨナラ負けを喫した（花咲徳栄がサヨナラ勝ちした2試合を含めると3季で6試合のサヨナラゲームを経験）。

#### 先頭打者本塁打を打った選手が同じ試合でサヨナラ本塁打
2019年の第91回選抜高等学校野球大会準々決勝、明石商対智辯和歌山戦の1回裏、明石商の1番打者・来田涼斗が先頭打者本塁打を放ち同点とする。その後、両チーム点を取り合い3 - 3で迎えた9回裏・明石商の攻撃、この回先頭で打席に立った来田は2ボール2ストライクからの5球目を振り抜きボールは右翼席ヘ。（最終スコア4x - 3）同一選手による同一試合での先頭打者本塁打・サヨナラ本塁打同時達成は史上初。

#### 春夏連続サヨナラ被弾で敗戦
2019年の智辯和歌山は春夏連続出場を果たすが、春は前述の準々決勝・明石商戦でサヨナラ本塁打を浴び敗退、夏も3回戦・星稜戦で延長14回（タイブレーク）にサヨナラ本塁打を浴び敗退した。（最終スコア4x - 1）春夏連続のサヨナラ敗戦は2021年夏終了時点でこの事例を含め7回（他事例は1951年・長崎西、1987年・八戸工大一、1998年・明徳義塾、1999年・長崎日大、2018年・近江、2021年・県岐阜商）記録されているが、春夏連続のサヨナラ被弾による敗戦はこれが唯一である。